# La Fosse-de-Tigné
La Fosse-de-Tigné ist eine Ortschaft und eine Commune déléguée in der französischen Gemeinde Lys-Haut-Layon mit 234 Einwohnern (Stand: 1. Januar 2022) im Département Maine-et-Loire in der Region Pays de la Loire. Die Gemeinde La Fosse-de-Tigné gehörte zum Arrondissement Cholet und zum Kanton Cholet-2. Die Einwohner werden Fosséens genannt.
Mit Wirkung vom 1. Januar 2016 wurden die Gemeinden Les Cerqueux-sous-Passavant, La Fosse-de-Tigné, Nueil-sur-Layon, Tancoigné, Tigné, Trémont sowie Vihiers aus der ehemaligen Communauté de communes du Vihiersois-Haut-Layon zu einer Commune nouvelle mit dem Namen Lys-Haut-Layon zusammengelegt.

## Geografie
La Fosse-de-Tigné liegt etwa 42 Kilometer südsüdöstlich von Angers in der Mauges.

## Bevölkerungsentwicklung
| 1962                       | 1968 | 1975 | 1982 | 1990 | 1999 | 2006 | 2013 |
| -------------------------- | ---- | ---- | ---- | ---- | ---- | ---- | ---- |
| 265                        | 255  | 226  | 248  | 186  | 184  | 184  | 231  |
| Quellen: Cassini und INSEE |      |      |      |      |      |      |      |

## Sehenswürdigkeiten
- Priorat Saint-Hilaire aus dem 11. Jahrhundert, Umbauten aus dem 19. Jahrhundert
- Festung Le Haut Marmande aus dem 15. Jahrhundert
- Herrenhaus La Petit Ville aus dem 15./16. Jahrhundert
- Herrenhaus Les Roches Chapelain aus dem 15./16. Jahrhundert
- Mehrere Windmühlen

## Wirtschaft
Hier im Weinbaugebiet Anjou werden vor allem die Weine der Appellationen Coteaux-du-Layon angebaut.